# Arsebreed
Arsebreed ist eine niederländische Death-Metal-Band aus Den Helder, die im Jahr 2000 unter dem Namen Bloodcum gegründet wurde, sich 2002 auflöste und seit 2004 wieder aktiv ist.

## Geschichte
Die Band wurde im Winter 2000 unter dem Namen Bloodcum gegründet. Nach ein paar Monaten nahm die Band ein erstes Demo auf, das im April 2001 unter dem Namen Arsestabbers erschien. Es folgten diverse lokale Auftritte, ehe sich die Gruppe im Jahr 2002 auflöste. Zwei Jahre später gründeten die Gründungsmitglieder und Gitarristen Daniel van der Broek und Marco Pranger die Band neu. Als weitere Mitglieder kamen der Bassist Frank Stijnen, die Sänger Joel Sta und Robbe Kok und der Schlagzeuger Floris de Jonge zur Besetzung. In dieser Besetzung begab sich die Band ins Studio, bevor in der zweiten Hälfte des Jahres 2005 das Debütalbum  Munching the Rotten erschien. Es folgten diverse Konzerte, darunter auch ein Auftritt auf dem Ludwigshafen Deathfest, dem Neurotic Deathfest und dem Mountains of Death Festival. Im Januar 2006 kam Romain Goulon als neuer Schlagzeuger zur Band. Jedoch verließ er 2007 die Band kurzzeitig wieder, um sich Necrophagist widmen zu können.

## Stil
Laut Anzo Sadoni vom Metal Hammer widme sich die Band auf Munching the Rotten instrumental anspruchsvollem Death Metal, mit textlichen pornografischen und Gore-Themen. Neben tiefem gutturalem Gesang sei auch „Gekeife nach Carcass-Art“ zu hören.

## Diskografie
als Bloodcum
- 2001: Arsestabbers (Demo, Eigenveröffentlichung)

als Arsebreed
- 2005: Munching the Rotten (Album, Neurotic Records)